# Matisse Didden
Matisse Didden (Bree, 8 oktober 2001) is een Belgisch voetballer die bij voorkeur als centrale verdediger speelt. Hij stroomde in het seizoen 2022/23 door vanuit de jeugd naar de A-kern van KRC Genk. In de zomer van 2024 maakte hij de overstap van Roda JC naar FC Utrecht.

## Carrière

### Patro Maasmechelen
Didden genoot een deel van zijn jeugdopleiding bij Bocholter VV, waarna hij de overstap maakte naar de jeugd van Patro Eisden Maasmechelen. Op 10 maart 2018 mocht hij, op 16-jarige leeftijd, zijn debuut maken in het eerste elftal van de club. Coach Guido Brepoels gaf hem een basisplaats in de competitiewedstrijd tegen FCV Dender EH. Na 83 minuten tussen de lijnen te hebben gestaan, werd Didden gewisseld. Patro won deze wedstrijd uiteindelijk met 2-1. Daarmee was het voor het eerst sinds 25 november 2017 dat de club een competitiewedstrijd won. Didden kreeg dat seizoen uiteindelijk in 5 wedstrijden speelminuten, hij begon hierbij altijd in de basis.

### KRC Genk
Na dit seizoen was er veel interesse voor Didden. Hij trok uiteindelijk naar provinciegenoot en eersteklasser KRC Genk waar hij aansloot bij de U18. Op 28 november 2019 tekende hij hier een driejarig profcontract. Aan het begin van het seizoen 2019/20 maakte Didden de overstap naar de beloften waarmee hij in actie kwam in de UEFA Youth League. Vanaf het seizoen 2020/21 kreeg hij hier de aanvoerdersband toegewezen.
Op 5 februari 2021 maakte Genk bekend dat Didden en Sekou Diawara de overstap van de beloften naar het eerste elftal zullen maken. Op 17 maart 2021 maakte Genk bekend dat het contract van Didden met 2 bijkomende seizoenen verlengd werd tot de zomer van 2024. Iets meer als een jaar later, op 8 maart 2022, werd deze verbintenis opnieuw verlengd met één extra jaar tot de zomer van 2025. Op 27 augustus 2022 mocht Didden officieel debuteren in het eerste elftal van Genk in de competitiewedstrijd tegen RFC Seraing. In de 87ste minuut viel hij in voor Carlos Cuesta, Genk zou deze wedstrijd ook winnend afsluiten met 0-4. 

### Roda JC
In de zomer van 2023 tekende Didden een contract voor twee seizoenen bij Roda JC. Hij maakte op 11 augustus met rugnummer 3 zijn debuut tegen Helmond Sport (4-1 overwinning). In oktober was hij een aantal wedstrijden aanvoerder van Roda door afwezigheid van captain Nils Röseler. Op 22 januari 2024 maakte hij tegen FC Eindhoven zijn eerste doelpunt voor Roda. Hij stond bijna het hele seizoen op plek twee in de Eerste Divisie, wat directe promotie zou betekenen. Op de laatste speelronde verloor Roda echter van FC Groningen, waardoor het als derde eindigde. Vervolgens was NAC Breda in de eerste ronde van de play-offs te sterk. 

### FC Utrecht
Op 10 april 2024 werd bekend dat Didden aan het einde van het seizoen zou verkassen naar FC Utrecht. Hij tekende voor vier seizoenen, tot de zomer van 2028 bij Utrecht.

## Statistieken

### Beloften
| Seizoen         | Club            | Competitie      | Competitie | Competitie |
| Seizoen         | Club            | Competitie      | Wed.       | Dlp.       |
| --------------- | --------------- | --------------- | ---------- | ---------- |
| 2022/23         | Jong Genk       | Eerste klasse B | 22         | 2          |
| Beloften totaal | Beloften totaal | Beloften totaal | 22         | 2          |

### Senioren
| Seizoen         | Club            | Competitie       | Competitie | Competitie | Beker | Beker | Overig | Overig | Totaal | Totaal |
| Seizoen         | Club            | Competitie       | Wed.       | Dlp.       | Wed.  | Dlp.  | Wed.   | Dlp.   | Wed.   | Dlp.   |
| --------------- | --------------- | ---------------- | ---------- | ---------- | ----- | ----- | ------ | ------ | ------ | ------ |
| 2017/18         | Patro Eisden    | Eerste nationale | 5          | 0          | 0     | 0     | —      | —      | 5      | 0      |
| 2022/23         | KRC Genk        | Eerste klasse A  | 1          | 0          | 0     | 0     | —      | —      | 1      | 0      |
| 2023/24         | Roda JC         | Eerste divisie   | 32         | 1          | 1     | 1     | 2      | 0      | 35     | 2      |
| 2024/25         | FC Utrecht      | Eredivisie       | 0          | 0          | 0     | 0     | 0      | 0      | 0      | 0      |
| Senioren totaal | Senioren totaal | Senioren totaal  | 38         | 1          | 1     | 1     | 2      | 0      | 41     | 3      |
| Carrière totaal | Carrière totaal | Carrière totaal  | 60         | 3          | 1     | 1     | 2      | 0      | 63     | 4      |

## Palmares
| Beker van België | 1 | 2020/21 |